# Joseph Berchem
Joseph Berchem (* 27. Januar 1906 in Luxemburg; † im 20. Jahrhundert) war ein luxemburgischer Fußballspieler.
Berchems Heimatverein war Progrès 08 Grund. Am 1. April 1928 stand er im Kader der luxemburgischen Fußballnationalmannschaft bei einem Freundschaftsspiel gegen die belgische B-Auswahl (2:3). Er erzielte dabei ein Tor. Es blieb sein einziger Einsatz in der Nationalmannschaft.